# Piz Linard
Piz Linard – najwyższy szczyt masywu Silvretta w Alpach Retyckich. Leży w Szwajcarii, w kantonie Gryzonia.

## Topografia
Piz Linard położony jest w całości na terytorium Szwajcarii (kanton Gryzonia). Kilka kilometrów na północ od niego przechodzi granica austriacko-szwajcarska. Szczyt widziany od północy ma postać wielkiej, regularnej skalnej piramidy. Ponad położoną na południe doliną Dolnej Engadyny Piz Linard wznosi się na wysokość ponad 2000 m. Szczyt otaczają liczne lodowce.

## Wejście
Pierwsze wejście na szczyt miało miejsce 1 sierpnia 1835 roku. Dokonali go geolog, profesor historii naturalnej Oswald Heer (1809–1883) oraz przewodnik Johann Madutz.
Istnieje legenda, zgodnie z którą w 1572 roku szczyt zdobył po raz pierwszy młodzieniec zwany Chounard, ciągnąc przy tym wielki krzyż ze złota. Jednakże żadnych śladów legendarnego złotego krzyża nigdy nie odnaleziono.
Normalna droga na szczyt prowadzi ścianą południową. Jest to łatwa droga wspinaczkowa o trudnościach F z miejscami II. Punktem wyjścia jest schronisko Chamanna dal Linnard. Wejście ze schroniska na szczyt trwa 4-5 h.